# Nadlymanske
Nadlymanske  (ucraniano: Надлиманське) es una localidad del Raión de Ovidiopol en el Óblast de Odesa de Ucrania. Según el censo de 2001, tiene una población de 1806 habitantes.